# Рожневі Поля
Рожневі Поля — село Заболотівської селищної громади Коломийського району Івано-Франківської області. До 2020 року входила до Снятинського району.
Згадується 29 березня 1451 року в книгах галицького суду як село Рошнів біля замку Снятин.

## Населення

### Мова
Розподіл населення за рідною мовою за даними перепису 2001 року:
| Мова       | Кількість | Відсоток |
| ---------- | --------- | -------- |
| українська | 424       | 100%     |